# Гданска архиепархия
Гданската архиепархия (на полски: Archidiecezja gdańska; на латински: Archidioecesis Gedanensis) е една от 14-те архиепархии на католическата църква в Полша, западен обред. Част е от Гданската митрополия.
Гданската епархия е създадена на 30 декември 1925 година от папа Пий XI, със статут на епископство пряко подчинено на Светия престол. Издигната е в ранг на архиепископия и център на новосъздадената Гданска митрополия на 25 март 1992 година с булата „Totus Tuus Poloniae Populus“ на папа Йоан-Павел II. Заема площ от 2500 км2 и има 984 669 верни. Седалище на архиепископа е град Гданск.

## Деканати
В състава на архиепархията влизат двадесет и четири деканата.
| - Деканат „Вейхерово“ - Деканат „Гданск Вжешч“ - Деканат „Гданск Долне Място“ - Деканат „Гданск Лостовице“ - Деканат „Гданск Олива“ - Деканат „Гданск Пшиможе“ - Деканат „Гданск Шедълце“ - Деканат „Гданск Шрудмешче“ | - Деканат „Гдиня Шрудмешче“ - Деканат „Гдиня Оксиве“ - Деканат „Гдиня Орлово“ - Деканат „Гдиня Хильония“ - Деканат „Жарновец“ - Деканат „Жулави Стеблевске“ - Деканат „Жуково“ - Деканат „Келно“ | - Деканат „Колбуди“ - Деканат „Люжино“ - Деканат „Морски“ - Деканат „Прусшч Гдански“ - Деканат „Пуцк“ - Деканат „Реда“ - Деканат „Сопот“ - Деканат „Тромбки Велке“ |